# Eleições legislativas portuguesas de 2019 no distrito de Viseu
| Eleições legislativas portuguesas de 2019 Distritos: Aveiro \| Beja \| Braga \| Bragança \| Castelo Branco \| Coimbra \| Évora \| Faro \| Guarda \| Leiria \| Lisboa \| Portalegre \| Porto \| Santarém \| Setúbal \| Viana do Castelo \| Vila Real \| Viseu \| Açores \| Madeira \| Estrangeiro |

## Resultados por concelho
Os resultados nos concelhos do Distrito de Viseu foram os seguintes:

### Armamar
| Partido                 | Partido                              | Votos | %               | +/-  |
| ----------------------- | ------------------------------------ | ----- | --------------- | ---- |
|                         | Partido Social Democrata             | 1 061 | 36,55 / 100,00  | -    |
|                         | Partido Socialista                   | 881   | 30,35 / 100,00  | 7,58 |
|                         | CDS – Partido Popular                | 332   | 11,44 / 100,00  | -    |
|                         | Bloco de Esquerda                    | 198   | 6,82 / 100,00   | 0,51 |
|                         | CDU - Coligação Democrática Unitária | 120   | 4,13 / 100,00   | 1,75 |
|                         | Pessoas–Animais–Natureza             | 42    | 1,45 / 100,00   | 0,83 |
|                         | Outros (com menos de 1,00%)          | 143   | 4,92 / 100,00   |      |
| Votos Inválidos         | Votos Inválidos                      | 126   | 4,34 / 100,00   | 0,75 |
| Total                   | Total                                | 2 903 | 100,00 / 100,00 |      |
| Eleitorado/Participação | Eleitorado/Participação              | 5 941 | 48,86 / 100,00  | 3,08 |

| Freguesia                | %     | %     | %     | %     | %    | %    | Votantes |
| Freguesia                | PSD   | PS    | CDS   | BE    | CDU  | PAN  | Votantes |
| ------------------------ | ----- | ----- | ----- | ----- | ---- | ---- | -------- |
| Aldeias                  | 45,30 | 17,13 | 14,92 | 7,73  | 2,76 | 1,10 | 181      |
| Aricera e Goujoim        | 44,64 | 29,46 | 9,82  | 4,46  | 0    | 0    | 112      |
| Armamar                  | 35,29 | 26,98 | 8,86  | 8,45  | 6,68 | 1,36 | 734      |
| Cimbres                  | 39,81 | 28,70 | 12,96 | 2,78  | 2,78 | 3,70 | 108      |
| Folgosa                  | 27,98 | 39,90 | 4,66  | 9,84  | 6,74 | 2,59 | 193      |
| Fontelo                  | 34,64 | 39,54 | 9,80  | 6,54  | 3,27 | 1,31 | 306      |
| Queimada                 | 35,83 | 24,17 | 21,67 | 6,67  | 1,67 | 0    | 120      |
| Queimadela               | 33,77 | 24,68 | 27,27 | 7,14  | 1,30 | 1,95 | 154      |
| Santa Cruz               | 47,37 | 19,74 | 18,42 | 3,95  | 1,32 | 0    | 76       |
| São Cosmado              | 36,44 | 35,22 | 10,93 | 6,07  | 3,24 | 0,40 | 247      |
| São Martinho das Chãs    | 48,29 | 21,79 | 14,10 | 5,98  | 2,56 | 2,14 | 234      |
| São Romão e Santiago     | 35,97 | 29,50 | 9,35  | 10,07 | 3,60 | 2,88 | 139      |
| Vacalar                  | 41,24 | 39,18 | 8,25  | 1,03  | 0    | 1,03 | 97       |
| Vila Seca e Santo Adrião | 21,29 | 45,05 | 6,44  | 4,46  | 7,92 | 1,49 | 202      |
| Armamar                  | 36,55 | 30,35 | 11,44 | 6,82  | 4,13 | 1,45 | 2 903    |

### Carregal do Sal
| Partido                 | Partido                              | Votos | %               | +/-  |
| ----------------------- | ------------------------------------ | ----- | --------------- | ---- |
|                         | Partido Social Democrata             | 1 550 | 35,62 / 100,00  | -    |
|                         | Partido Socialista                   | 1 514 | 34,80 / 100,00  | 7,31 |
|                         | Bloco de Esquerda                    | 420   | 9,65 / 100,00   | 2,93 |
|                         | CDS – Partido Popular                | 217   | 4,99 / 100,00   | -    |
|                         | Pessoas–Animais–Natureza             | 102   | 2,34 / 100,00   | 1,75 |
|                         | CDU - Coligação Democrática Unitária | 77    | 1,77 / 100,00   | 1,14 |
|                         | CHEGA!                               | 57    | 1,31 / 100,00   | Novo |
|                         | Outros (com menos de 1,00%)          | 184   | 4,22 / 100,00   |      |
| Votos Inválidos         | Votos Inválidos                      | 230   | 5,28 / 100,00   | 0,94 |
| Total                   | Total                                | 4 351 | 100,00 / 100,00 |      |
| Eleitorado/Participação | Eleitorado/Participação              | 9 140 | 47,60 / 100,00  | 2,20 |

| Freguesia          | %     | %     | %     | %    | %    | %    | %    | Votantes |
| Freguesia          | PSD   | PS    | BE    | CDS  | PAN  | CDU  | CH   | Votantes |
| ------------------ | ----- | ----- | ----- | ---- | ---- | ---- | ---- | -------- |
| Beijós             | 40,36 | 33,18 | 7,17  | 4,04 | 2,24 | 2,69 | 1,79 | 446      |
| Cabanas de Viriato | 35,53 | 39,83 | 6,73  | 4,58 | 2,72 | 1,29 | 1,29 | 698      |
| Carregal do Sal    | 36,39 | 34,20 | 10,26 | 4,51 | 2,26 | 1,23 | 1,37 | 1 462    |
| Oliveira do Conde  | 32,16 | 35,97 | 10,36 | 4,75 | 2,23 | 2,66 | 1,44 | 1 390    |
| Parada             | 40,28 | 24,79 | 13,24 | 9,86 | 2,54 | 0,28 | 0    | 355      |
| Carregal do Sal    | 35,62 | 34,80 | 9,65  | 4,99 | 2,34 | 1,77 | 1,31 | 4 351    |

### Castro Daire
| Partido                 | Partido                              | Votos  | %               | +/-  |
| ----------------------- | ------------------------------------ | ------ | --------------- | ---- |
|                         | Partido Social Democrata             | 2 816  | 40,78 / 100,00  | -    |
|                         | Partido Socialista                   | 2 441  | 35,35 / 100,00  | 6,02 |
|                         | CDS – Partido Popular                | 442    | 6,40 / 100,00   | -    |
|                         | Bloco de Esquerda                    | 348    | 5,04 / 100,00   | 0,82 |
|                         | CDU - Coligação Democrática Unitária | 120    | 1,74 / 100,00   | 0,99 |
|                         | Pessoas–Animais–Natureza             | 108    | 1,56 / 100,00   | 1,09 |
|                         | Outros (com menos de 1,00%)          | 284    | 4,11 / 100,00   |      |
| Votos Inválidos         | Votos Inválidos                      | 347    | 5,03 / 100,00   | 1,32 |
| Total                   | Total                                | 6 906  | 100,00 / 100,00 |      |
| Eleitorado/Participação | Eleitorado/Participação              | 14 406 | 47,94 / 100,00  | 1,80 |

| Freguesia                 | %     | %     | %     | %    | %    | %    | Votantes |
| Freguesia                 | PSD   | PS    | CDS   | BE   | CDU  | PAN  | Votantes |
| ------------------------- | ----- | ----- | ----- | ---- | ---- | ---- | -------- |
| Almofala                  | 56,15 | 25,38 | 7,69  | 0,77 | 0    | 0    | 130      |
| Cabril                    | 27,09 | 55,17 | 3,94  | 4,43 | 2,96 | 0,49 | 203      |
| Castro Daire              | 41,61 | 31,57 | 5,66  | 6,13 | 2,54 | 2,45 | 2 122    |
| Cujó                      | 58,72 | 21,51 | 9,88  | 1,74 | 0    | 1,74 | 172      |
| Gosende                   | 33,33 | 41,03 | 5,13  | 6,15 | 2,56 | 0,51 | 195      |
| Mamouros, Alva e Ribolhos | 43,51 | 35,52 | 5,16  | 3,91 | 1,88 | 0,78 | 639      |
| Mezio e Moura Morta       | 43,02 | 26,79 | 10,19 | 3,40 | 0,38 | 2,26 | 265      |
| Mões                      | 37,13 | 40,97 | 7,30  | 4,08 | 0,99 | 1,11 | 808      |
| Moledo                    | 43,89 | 36,02 | 4,14  | 4,97 | 1,86 | 0,83 | 483      |
| Monteiras                 | 35,75 | 29,86 | 14,93 | 7,24 | 0,45 | 2,26 | 221      |
| Parada de Ester e Ester   | 36,72 | 49,22 | 2,08  | 3,91 | 1,82 | 0,78 | 384      |
| Pepim                     | 49,33 | 28,00 | 7,33  | 4,00 | 1,33 | 1,33 | 150      |
| Picão e Ermida            | 50,57 | 19,92 | 14,18 | 6,90 | 0    | 1,53 | 261      |
| Pinheiro                  | 38,75 | 40,94 | 3,75  | 5,94 | 1,25 | 0,94 | 320      |
| Reriz e Gafanhão          | 26,58 | 48,95 | 4,74  | 5,00 | 2,37 | 2,63 | 380      |
| São Joaninho              | 48,55 | 23,12 | 10,98 | 5,20 | 1,16 | 0    | 173      |
| Castro Daire              | 40,78 | 35,35 | 6,40  | 5,04 | 1,74 | 1,56 | 6 906    |

### Cinfães
| Partido                 | Partido                              | Votos  | %               | +/-   |
| ----------------------- | ------------------------------------ | ------ | --------------- | ----- |
|                         | Partido Socialista                   | 3 882  | 47,68 / 100,00  | 12,47 |
|                         | Partido Social Democrata             | 2 355  | 28,93 / 100,00  | -     |
|                         | Bloco de Esquerda                    | 445    | 5,47 / 100,00   | 0,15  |
|                         | CDS – Partido Popular                | 403    | 4,95 / 100,00   | -     |
|                         | Pessoas–Animais–Natureza             | 171    | 2,10 / 100,00   | 1,51  |
|                         | Reagir Incluir Reciclar              | 150    | 1,84 / 100,00   | Novo  |
|                         | CDU - Coligação Democrática Unitária | 135    | 1,66 / 100,00   | 1,53  |
|                         | Outros (com menos de 1,00%)          | 275    | 3,38 / 100,00   |       |
| Votos Inválidos         | Votos Inválidos                      | 325    | 3,99 / 100,00   | 1,11  |
| Total                   | Total                                | 8 141  | 100,00 / 100,00 |       |
| Eleitorado/Participação | Eleitorado/Participação              | 16 686 | 48,79 / 100,00  | 1,20  |

| Freguesia                            | %     | %     | %    | %     | %    | %    | %    | Votantes |
| Freguesia                            | PS    | PSD   | BE   | CDS   | PAN  | RIR  | CDU  | Votantes |
| ------------------------------------ | ----- | ----- | ---- | ----- | ---- | ---- | ---- | -------- |
| Alhões, Bustelo, Gralheira e Ramires | 50,58 | 32,66 | 3,76 | 4,34  | 0,87 | 0,29 | 1,16 | 346      |
| Cinfães                              | 48,27 | 29,10 | 7,20 | 4,04  | 1,54 | 0,88 | 2,13 | 1 361    |
| Espadanedo                           | 30,57 | 41,70 | 5,85 | 5,47  | 2,45 | 3,96 | 0,75 | 530      |
| Ferreiros de Tendais                 | 48,58 | 21,63 | 2,48 | 13,48 | 3,90 | 2,48 | 0,35 | 282      |
| Fornelos                             | 49,07 | 20,06 | 6,48 | 7,10  | 1,23 | 3,09 | 0,62 | 324      |
| Moimenta                             | 56,28 | 23,72 | 2,33 | 3,72  | 3,26 | 1,40 | 0,93 | 215      |
| Nespereira                           | 40,75 | 38,99 | 5,54 | 4,71  | 0,59 | 1,41 | 1,88 | 849      |
| Oliveira do Douro                    | 52,17 | 19,48 | 6,96 | 4,70  | 2,78 | 1,91 | 3,30 | 575      |
| Santiago de Piães                    | 48,75 | 25,54 | 5,18 | 6,18  | 1,84 | 2,00 | 2,17 | 599      |
| São Cristóvão de Nogueira            | 54,65 | 24,42 | 5,09 | 2,76  | 1,74 | 2,03 | 1,45 | 688      |
| Souselo                              | 49,77 | 27,66 | 5,19 | 4,19  | 3,09 | 2,46 | 1,64 | 1 099    |
| Tarouquela                           | 46,95 | 28,00 | 3,79 | 3,16  | 5,05 | 2,32 | 2,53 | 475      |
| Tendais                              | 35,62 | 42,75 | 5,09 | 7,63  | 1,53 | 0,76 | 0,51 | 393      |
| Travanca                             | 60,99 | 19,51 | 5,43 | 5,19  | 0,99 | 1,48 | 0,74 | 405      |
| Cinfães                              | 47,68 | 28,93 | 5,47 | 4,95  | 2,10 | 1,84 | 1,66 | 8 141    |

### Lamego
| Partido                 | Partido                              | Votos  | %               | +/-  |
| ----------------------- | ------------------------------------ | ------ | --------------- | ---- |
|                         | Partido Socialista                   | 4 784  | 38,46 / 100,00  | 4,93 |
|                         | Partido Social Democrata             | 4 060  | 32,64 / 100,00  | -    |
|                         | Bloco de Esquerda                    | 1 024  | 8,23 / 100,00   | 1,38 |
|                         | CDS – Partido Popular                | 813    | 6,54 / 100,00   | -    |
|                         | CDU - Coligação Democrática Unitária | 444    | 3,57 / 100,00   | 1,11 |
|                         | Pessoas–Animais–Natureza             | 236    | 1,90 / 100,00   | 1,28 |
|                         | CHEGA!                               | 194    | 1,56 / 100,00   | Novo |
|                         | Outros (com menos de 1,00%)          | 480    | 3,87 / 100,00   |      |
| Votos Inválidos         | Votos Inválidos                      | 393    | 3,24 / 100,00   | 0,18 |
| Total                   | Total                                | 12 438 | 100,00 / 100,00 |      |
| Eleitorado/Participação | Eleitorado/Participação              | 24 122 | 51,56 / 100,00  | 2,84 |

| Freguesia                      | %     | %     | %     | %     | %     | %    | %    | Votantes |
| Freguesia                      | PS    | PSD   | BE    | CDS   | CDU   | PAN  | CH   | Votantes |
| ------------------------------ | ----- | ----- | ----- | ----- | ----- | ---- | ---- | -------- |
| Avões                          | 34,66 | 18,41 | 10,47 | 4,33  | 20,58 | 2,17 | 0    | 277      |
| Bigorne, Magueija e Pretarouca | 41,89 | 28,38 | 8,92  | 5,68  | 3,78  | 0,81 | 1,89 | 370      |
| Britiande                      | 39,26 | 37,31 | 8,03  | 4,99  | 2,17  | 1,95 | 1,08 | 461      |
| Cambres                        | 51,40 | 24,53 | 7,45  | 5,12  | 4,19  | 1,24 | 0,47 | 644      |
| Cepões, Meijinhos e Melcões    | 34,22 | 41,71 | 7,66  | 5,53  | 1,60  | 2,32 | 1,25 | 561      |
| Ferreirim                      | 40,43 | 34,41 | 6,67  | 5,38  | 1,72  | 2,15 | 0,22 | 465      |
| Ferreiros de Avões             | 35,34 | 30,60 | 10,34 | 12,50 | 4,31  | 1,29 | 0    | 232      |
| Figueira                       | 28,15 | 40,74 | 5,93  | 10,37 | 1,48  | 1,48 | 1,48 | 135      |
| Lalim                          | 34,48 | 44,30 | 5,84  | 5,04  | 3,45  | 0,53 | 1,33 | 377      |
| Lamego (Almacave e Sé)         | 36,85 | 32,85 | 9,58  | 5,80  | 4,06  | 2,13 | 1,90 | 6 052    |
| Lazarim                        | 29,92 | 38,26 | 5,68  | 12,12 | 0,76  | 1,14 | 1,89 | 264      |
| Parada do Bispo e Valdigem     | 50,87 | 26,41 | 3,90  | 5,84  | 2,60  | 1,08 | 1,95 | 462      |
| Penajoia                       | 37,47 | 28,50 | 6,07  | 12,40 | 2,37  | 1,85 | 3,17 | 379      |
| Penude                         | 39,02 | 35,72 | 7,46  | 8,61  | 0,72  | 1,15 | 1,15 | 697      |
| Samodães                       | 48,15 | 17,28 | 6,17  | 13,58 | 0     | 0    | 1,23 | 81       |
| Sande                          | 48,84 | 27,13 | 4,65  | 4,13  | 2,84  | 3,62 | 0,52 | 387      |
| Várzea de Abrunhais            | 41,95 | 23,41 | 7,32  | 17,07 | 0,49  | 0,49 | 1,95 | 205      |
| Vila Nova de Souto d'El-Rei    | 30,59 | 39,07 | 5,91  | 6,94  | 2,06  | 3,34 | 2,06 | 389      |
| Lamego                         | 38,46 | 32,64 | 8,23  | 6,54  | 3,57  | 1,90 | 1,56 | 12 438   |

### Mangualde
| Partido                 | Partido                              | Votos  | %               | +/-  |
| ----------------------- | ------------------------------------ | ------ | --------------- | ---- |
|                         | Partido Socialista                   | 3 909  | 42,92 / 100,00  | 7,37 |
|                         | Partido Social Democrata             | 2 733  | 30,01 / 100,00  | -    |
|                         | Bloco de Esquerda                    | 651    | 7,15 / 100,00   | 0,99 |
|                         | CDS – Partido Popular                | 379    | 4,16 / 100,00   | -    |
|                         | CDU - Coligação Democrática Unitária | 221    | 2,43 / 100,00   | 1,49 |
|                         | Pessoas–Animais–Natureza             | 198    | 2,17 / 100,00   | 1,28 |
|                         | CHEGA!                               | 102    | 1,12 / 100,00   | Novo |
|                         | Aliança                              | 93     | 1,02 / 100,00   | Novo |
|                         | Outros (com menos de 1,00%)          | 320    | 3,51 / 100,00   |      |
| Votos Inválidos         | Votos Inválidos                      | 502    | 5,51 / 100,00   | 0,93 |
| Total                   | Total                                | 9 108  | 100,00 / 100,00 |      |
| Eleitorado/Participação | Eleitorado/Participação              | 18 132 | 50,23 / 100,00  | 0,78 |

| Freguesia                                 | %     | %     | %    | %    | %    | %    | %    | %    | Votantes |
| Freguesia                                 | PS    | PSD   | BE   | CDS  | CDU  | PAN  | CH   | A    | Votantes |
| ----------------------------------------- | ----- | ----- | ---- | ---- | ---- | ---- | ---- | ---- | -------- |
| Abrunhosa-a-Velha                         | 41,39 | 34,43 | 7,79 | 4,51 | 1,64 | 3,69 | 1,23 | 1,64 | 244      |
| Alcafache                                 | 46,73 | 26,15 | 7,26 | 3,15 | 2,66 | 2,42 | 1,21 | 0,97 | 413      |
| Cunha Baixa                               | 36,58 | 37,88 | 8,23 | 5,84 | 1,30 | 1,73 | 0,87 | 1,08 | 462      |
| Espinho                                   | 41,15 | 29,67 | 6,22 | 7,66 | 0,96 | 0,96 | 0,72 | 0,96 | 418      |
| Fornos de Maceira Dão                     | 43,93 | 27,97 | 9,32 | 5,65 | 2,12 | 1,13 | 0,14 | 1,41 | 708      |
| Freixiosa                                 | 39,50 | 40,34 | 2,52 | 5,04 | 1,68 | 1,68 | 0    | 2,52 | 119      |
| Mangualde, Mesquitela e Cunha Alta        | 43,40 | 28,62 | 7,53 | 3,34 | 3,15 | 2,45 | 1,30 | 1,04 | 4 700    |
| Moimenta de Maceira Dão e Lobelhe do Mato | 42,43 | 34,86 | 5,96 | 3,44 | 1,83 | 3,21 | 0,69 | 0,23 | 436      |
| Quintela de Azurara                       | 53,52 | 22,54 | 9,86 | 2,82 | 0,70 | 1,06 | 0,70 | 0    | 284      |
| Santiago de Cassurrães e Póvoa de Cervães | 46,70 | 26,25 | 5,48 | 3,54 | 1,77 | 1,61 | 1,13 | 0,64 | 621      |
| São João da Fresta                        | 34,29 | 38,10 | 4,76 | 7,62 | 3,81 | 1,90 | 0    | 0,95 | 105      |
| Tavares (Chãs, Várzea e Travanca)         | 35,62 | 38,80 | 3,68 | 6,69 | 1,00 | 2,17 | 2,17 | 1,34 | 598      |
| Mangualde                                 | 42,92 | 30,01 | 7,15 | 4,16 | 2,43 | 2,17 | 1,12 | 1,02 | 9 108    |

### Moimenta da Beira
| Partido                 | Partido                              | Votos  | %               | +/-  |
| ----------------------- | ------------------------------------ | ------ | --------------- | ---- |
|                         | Partido Socialista                   | 1 694  | 36,63 / 100,00  | 6,01 |
|                         | Partido Social Democrata             | 1 620  | 35,03 / 100,00  | -    |
|                         | CDS – Partido Popular                | 418    | 9,04 / 100,00   | -    |
|                         | Bloco de Esquerda                    | 248    | 5,36 / 100,00   | 0,33 |
|                         | CDU - Coligação Democrática Unitária | 111    | 2,40 / 100,00   | 1,46 |
|                         | Pessoas–Animais–Natureza             | 86     | 1,86 / 100,00   | 1,12 |
|                         | Outros (com menos de 1,00%)          | 226    | 4,87 / 100,00   |      |
| Votos Inválidos         | Votos Inválidos                      | 221    | 4,78 / 100,00   | 0,61 |
| Total                   | Total                                | 4 624  | 100,00 / 100,00 |      |
| Eleitorado/Participação | Eleitorado/Participação              | 10 390 | 44,50 / 100,00  | 1,55 |

| Freguesia                            | %     | %     | %     | %    | %    | %    | Votantes |
| Freguesia                            | PS    | PSD   | CDS   | BE   | CDU  | PAN  | Votantes |
| ------------------------------------ | ----- | ----- | ----- | ---- | ---- | ---- | -------- |
| Alvite                               | 40,98 | 37,79 | 3,82  | 4,25 | 3,18 | 1,70 | 471      |
| Arcozelos                            | 31,72 | 36,94 | 6,72  | 7,46 | 0,75 | 1,49 | 268      |
| Baldos                               | 40,22 | 30,43 | 9,78  | 1,09 | 4,35 | 2,17 | 92       |
| Cabaços                              | 34,25 | 42,47 | 8,22  | 2,74 | 3,42 | 0    | 146      |
| Caria                                | 36,15 | 39,91 | 7,51  | 6,10 | 0,94 | 1,41 | 213      |
| Castelo                              | 30,00 | 38,00 | 10,00 | 5,00 | 1,00 | 4,00 | 100      |
| Leomil                               | 31,86 | 37,13 | 11,18 | 6,54 | 2,74 | 1,27 | 474      |
| Moimenta da Beira                    | 41,18 | 27,21 | 9,26  | 6,23 | 3,27 | 2,63 | 1 253    |
| Paradinha e Nagosa                   | 36,29 | 30,65 | 7,26  | 4,84 | 2,42 | 4,84 | 124      |
| Passô                                | 39,66 | 23,46 | 12,29 | 7,82 | 6,70 | 2,23 | 179      |
| Pêra Velha, Aldeia de Nacomba e Ariz | 31,43 | 37,96 | 13,47 | 5,71 | 1,22 | 0,82 | 245      |
| Peva e Segões                        | 29,25 | 44,90 | 13,95 | 1,70 | 1,36 | 1,36 | 294      |
| Rua                                  | 40,53 | 33,89 | 5,98  | 6,98 | 1,00 | 1,66 | 301      |
| Sarzedo                              | 31,15 | 49,18 | 4,92  | 1,64 | 0    | 3,28 | 61       |
| Sever                                | 32,38 | 43,44 | 11,48 | 3,69 | 0,82 | 0,82 | 244      |
| Vilar                                | 35,22 | 44,03 | 7,55  | 3,77 | 0,63 | 0,63 | 159      |
| Moimenta da Beira                    | 36,63 | 35,03 | 9,04  | 5,36 | 2,40 | 1,86 | 4 624    |

### Mortágua
| Partido                 | Partido                              | Votos | %               | +/-  |
| ----------------------- | ------------------------------------ | ----- | --------------- | ---- |
|                         | Partido Socialista                   | 1 677 | 38,31 / 100,00  | 9,11 |
|                         | Partido Social Democrata             | 1 494 | 34,13 / 100,00  | -    |
|                         | Bloco de Esquerda                    | 375   | 8,57 / 100,00   | 2,37 |
|                         | CDS – Partido Popular                | 217   | 4,96 / 100,00   | -    |
|                         | CDU - Coligação Democrática Unitária | 73    | 1,67 / 100,00   | 0,85 |
|                         | Pessoas–Animais–Natureza             | 67    | 1,53 / 100,00   | 1,03 |
|                         | Outros (com menos de 1,00%)          | 167   | 3,83 / 100,00   |      |
| Votos Inválidos         | Votos Inválidos                      | 307   | 7,02 / 100,00   | 1,60 |
| Total                   | Total                                | 4 377 | 100,00 / 100,00 |      |
| Eleitorado/Participação | Eleitorado/Participação              | 8 655 | 50,57 / 100,00  | 0,24 |

| Freguesia                                     | %     | %     | %    | %    | %    | %    | Votantes |
| Freguesia                                     | PS    | PSD   | BE   | CDS  | CDU  | PAN  | Votantes |
| --------------------------------------------- | ----- | ----- | ---- | ---- | ---- | ---- | -------- |
| Cercosa                                       | 55,00 | 29,38 | 5,00 | 2,50 | 0    | 0,63 | 160      |
| Espinho                                       | 34,37 | 39,13 | 7,45 | 6,21 | 0,62 | 2,07 | 483      |
| Marmeleira                                    | 47,71 | 28,44 | 8,26 | 2,29 | 1,83 | 4,13 | 218      |
| Mortágua, Vale de Remígio, Cortegaça e Almaça | 43,28 | 28,68 | 9,61 | 3,57 | 2,52 | 1,58 | 1 904    |
| Pala                                          | 27,61 | 40,30 | 6,72 | 7,96 | 1,00 | 0,50 | 402      |
| Sobral                                        | 29,18 | 41,63 | 9,14 | 6,61 | 1,07 | 1,46 | 1 028    |
| Trezoi                                        | 46,15 | 32,97 | 4,95 | 5,49 | 1,65 | 0    | 182      |
| Mortágua                                      | 38,31 | 34,13 | 8,57 | 4,96 | 1,67 | 1,53 | 4 377    |

### Nelas
| Partido                 | Partido                              | Votos  | %               | +/-  |
| ----------------------- | ------------------------------------ | ------ | --------------- | ---- |
|                         | Partido Socialista                   | 2 405  | 38,44 / 100,00  | 6,54 |
|                         | Partido Social Democrata             | 1 826  | 29,19 / 100,00  | -    |
|                         | Bloco de Esquerda                    | 625    | 9,99 / 100,00   | 1,82 |
|                         | CDS – Partido Popular                | 342    | 5,47 / 100,00   | -    |
|                         | CDU - Coligação Democrática Unitária | 202    | 3,23 / 100,00   | 1,04 |
|                         | Pessoas–Animais–Natureza             | 183    | 2,93 / 100,00   | 2,20 |
|                         | CHEGA!                               | 69     | 1,10 / 100,00   | Novo |
|                         | Outros (com menos de 1,00%)          | 279    | 4,46 / 100,00   |      |
| Votos Inválidos         | Votos Inválidos                      | 325    | 5,20 / 100,00   | 0,76 |
| Total                   | Total                                | 6 256  | 100,00 / 100,00 |      |
| Eleitorado/Participação | Eleitorado/Participação              | 12 816 | 48,81 / 100,00  | 1,90 |

| Freguesia                    | %     | %     | %     | %    | %    | %    | %    | Votantes |
| Freguesia                    | PS    | PSD   | BE    | CDS  | CDU  | PAN  | CH   | Votantes |
| ---------------------------- | ----- | ----- | ----- | ---- | ---- | ---- | ---- | -------- |
| Canas de Senhorim            | 34,92 | 25,91 | 13,63 | 4,87 | 4,94 | 3,76 | 0,68 | 1 621    |
| Carvalhal Redondo e Aguieira | 43,49 | 31,07 | 6,95  | 5,77 | 2,22 | 1,63 | 1,04 | 676      |
| Lapa do Lobo                 | 44,82 | 22,97 | 6,72  | 6,72 | 7,28 | 2,52 | 0,84 | 357      |
| Nelas                        | 37,46 | 29,78 | 10,21 | 4,81 | 2,92 | 2,92 | 1,39 | 2 018    |
| Santar e Moreira             | 44,59 | 28,11 | 6,89  | 6,08 | 1,22 | 2,97 | 1,35 | 740      |
| Senhorim                     | 36,51 | 32,86 | 8,52  | 8,52 | 2,23 | 2,43 | 0,81 | 493      |
| Vilar Seco                   | 33,90 | 40,74 | 9,69  | 4,56 | 0,57 | 2,56 | 1,71 | 351      |
| Nelas                        | 38,44 | 29,19 | 9,99  | 5,47 | 3,23 | 2,93 | 1,10 | 6 256    |

### Oliveira de Frades
| Partido                 | Partido                              | Votos | %               | +/-  |
| ----------------------- | ------------------------------------ | ----- | --------------- | ---- |
|                         | Partido Social Democrata             | 1 914 | 38,93 / 100,00  | -    |
|                         | Partido Socialista                   | 1 500 | 30,51 / 100,00  | 6,64 |
|                         | Bloco de Esquerda                    | 395   | 8,03 / 100,00   | 1,40 |
|                         | CDS – Partido Popular                | 329   | 6,69 / 100,00   | -    |
|                         | CDU - Coligação Democrática Unitária | 115   | 2,34 / 100,00   | 1,05 |
|                         | Pessoas–Animais–Natureza             | 100   | 2,03 / 100,00   | 1,31 |
|                         | Reagir Incluir Reciclar              | 60    | 1,22 / 100,00   | Novo |
|                         | Outros (com menos de 1,00%)          | 221   | 4,49 / 100,00   |      |
| Votos Inválidos         | Votos Inválidos                      | 282   | 5,74 / 100,00   | 1,20 |
| Total                   | Total                                | 4 916 | 100,00 / 100,00 |      |
| Eleitorado/Participação | Eleitorado/Participação              | 8 883 | 55,34 / 100,00  | 1,29 |

| Freguesia                                    | %     | %     | %     | %    | %    | %    | %    | Votantes |
| Freguesia                                    | PSD   | PS    | BE    | CDS  | CDU  | PAN  | RIR  | Votantes |
| -------------------------------------------- | ----- | ----- | ----- | ---- | ---- | ---- | ---- | -------- |
| Arca e Varzielas                             | 55,56 | 16,94 | 6,67  | 7,22 | 1,67 | 1,67 | 0,83 | 360      |
| Arcozelo das Maias                           | 39,18 | 26,96 | 10,19 | 7,84 | 2,51 | 1,41 | 1,10 | 638      |
| Destriz e Reigoso                            | 34,92 | 40,78 | 5,31  | 6,15 | 2,23 | 0,84 | 0,84 | 358      |
| Oliveira de Frades, Souto de Lafões e Sejães | 37,01 | 29,89 | 8,97  | 6,47 | 2,45 | 2,66 | 1,52 | 1 840    |
| Pinheiro                                     | 37,29 | 27,49 | 7,04  | 7,39 | 4,30 | 2,06 | 1,37 | 582      |
| Ribeiradio                                   | 35,16 | 42,48 | 6,71  | 5,49 | 0,81 | 1,02 | 1,42 | 492      |
| São João da Serra                            | 43,85 | 31,92 | 5,38  | 6,15 | 1,15 | 3,46 | 0,38 | 260      |
| São Vicente de Lafões                        | 39,90 | 30,83 | 8,81  | 6,74 | 2,07 | 1,81 | 0,78 | 386      |
| Oliveira de Frades                           | 38,93 | 30,51 | 8,03  | 6,69 | 2,34 | 2,03 | 1,22 | 4 916    |

### Penalva do Castelo
| Partido                 | Partido                              | Votos | %               | +/-     |
| ----------------------- | ------------------------------------ | ----- | --------------- | ------- |
|                         | Partido Socialista                   | 1 700 | 43,76 / 100,00  | 12,37   |
|                         | Partido Social Democrata             | 1 241 | 31,94 / 100,00  | -       |
|                         | CDS – Partido Popular                | 217   | 5,59 / 100,00   | -       |
|                         | Bloco de Esquerda                    | 213   | 5,48 / 100,00   | 0,79    |
|                         | CDU - Coligação Democrática Unitária | 92    | 2,37 / 100,00   | 1,49    |
|                         | Pessoas–Animais–Natureza             | 55    | 1,42 / 100,00   | 1,14    |
|                         | Outros (com menos de 1,00%)          | 176   | 4,55 / 100,00   |         |
| Votos Inválidos         | Votos Inválidos                      | 191   | 4,92 / 100,00   | Estável |
| Total                   | Total                                | 3 885 | 100,00 / 100,00 |         |
| Eleitorado/Participação | Eleitorado/Participação              | 7 653 | 50,76 / 100,00  | 0,07    |

| Freguesia                    | %     | %     | %    | %    | %     | %    | Votantes |
| Freguesia                    | PS    | PSD   | CDS  | BE   | CDU   | PAN  | Votantes |
| ---------------------------- | ----- | ----- | ---- | ---- | ----- | ---- | -------- |
| Antas e Matela               | 33,60 | 44,00 | 9,20 | 4,00 | 0     | 0,80 | 250      |
| Castelo de Penalva           | 32,29 | 43,49 | 5,21 | 5,21 | 2,08  | 2,60 | 384      |
| Esmolfe                      | 34,82 | 30,77 | 8,91 | 7,69 | 2,83  | 1,21 | 247      |
| Germil                       | 53,81 | 20,63 | 5,38 | 4,93 | 1,79  | 0,45 | 223      |
| Ínsua                        | 47,06 | 27,39 | 4,73 | 6,56 | 3,28  | 2,22 | 1 037    |
| Lusinde                      | 39,32 | 39,32 | 7,69 | 5,98 | 0,85  | 0    | 117      |
| Pindo                        | 46,47 | 29,48 | 5,32 | 5,20 | 2,20  | 0,92 | 865      |
| Real                         | 30,33 | 27,87 | 8,20 | 7,38 | 12,30 | 0,82 | 122      |
| Sezures                      | 50,78 | 34,17 | 2,19 | 3,13 | 0,94  | 1,57 | 319      |
| Trancozelos                  | 60,96 | 21,23 | 4,79 | 3,42 | 0,68  | 0    | 146      |
| Vila Cova do Covelo e Mareco | 35,43 | 47,43 | 6,86 | 5,14 | 0     | 1,14 | 175      |
| Penalva do Castelo           | 43,76 | 31,94 | 5,59 | 5,48 | 2,37  | 1,42 | 3 885    |

### Penedono
| Partido                 | Partido                              | Votos | %               | +/-  |
| ----------------------- | ------------------------------------ | ----- | --------------- | ---- |
|                         | Partido Social Democrata             | 555   | 40,96 / 100,00  | -    |
|                         | Partido Socialista                   | 469   | 34,61 / 100,00  | 2,92 |
|                         | Bloco de Esquerda                    | 88    | 6,49 / 100,00   | 0,38 |
|                         | CDS – Partido Popular                | 73    | 5,39 / 100,00   | -    |
|                         | CDU - Coligação Democrática Unitária | 25    | 1,85 / 100,00   | 1,87 |
|                         | Pessoas–Animais–Natureza             | 21    | 1,55 / 100,00   | 0,99 |
|                         | Reagir Incluir Reciclar              | 14    | 1,03 / 100,00   | Novo |
|                         | Outros (com menos de 1,00%)          | 37    | 2,73 / 100,00   |      |
| Votos Inválidos         | Votos Inválidos                      | 73    | 5,39 / 100,00   | 0,19 |
| Total                   | Total                                | 1 355 | 100,00 / 100,00 |      |
| Eleitorado/Participação | Eleitorado/Participação              | 3 000 | 45,17 / 100,00  | 4,57 |

| Freguesia         | %     | %     | %    | %    | %    | %    | %    | Votantes |
| Freguesia         | PSD   | PS    | BE   | CDS  | CDU  | PAN  | RIR  | Votantes |
| ----------------- | ----- | ----- | ---- | ---- | ---- | ---- | ---- | -------- |
| Antas e Ourozinho | 49,01 | 29,80 | 5,30 | 2,65 | 2,65 | 0,66 | 1,32 | 151      |
| Beselga           | 41,67 | 35,26 | 5,77 | 3,21 | 3,21 | 4,49 | 0    | 156      |
| Castainço         | 42,35 | 40,00 | 8,24 | 1,18 | 0    | 0    | 1,18 | 85       |
| Penedono e Granja | 33,27 | 38,65 | 7,37 | 6,18 | 2,59 | 0,80 | 1,79 | 502      |
| Penela da Beira   | 42,14 | 38,36 | 5,03 | 6,29 | 0    | 1,26 | 0,63 | 159      |
| Póvoa de Penela   | 34,53 | 36,69 | 4,32 | 5,76 | 1,44 | 5,04 | 0,72 | 139      |
| Souto             | 60,12 | 17,79 | 7,98 | 8,59 | 0,61 | 0    | 0    | 163      |
| Penedono          | 40,96 | 34,61 | 6,49 | 5,39 | 1,85 | 1,55 | 1,03 | 1 355    |

### Resende
| Partido                 | Partido                              | Votos  | %               | +/-  |
| ----------------------- | ------------------------------------ | ------ | --------------- | ---- |
|                         | Partido Socialista                   | 2 477  | 46,06 / 100,00  | 4,44 |
|                         | Partido Social Democrata             | 1 793  | 33,34 / 100,00  | -    |
|                         | Bloco de Esquerda                    | 292    | 5,43 / 100,00   | 1,74 |
|                         | CDS – Partido Popular                | 276    | 5,13 / 100,00   | -    |
|                         | Pessoas–Animais–Natureza             | 70     | 1,30 / 100,00   | 0,85 |
|                         | CDU - Coligação Democrática Unitária | 63     | 1,17 / 100,00   | 1,98 |
|                         | Outros (com menos de 1,00%)          | 205    | 3,82 / 100,00   |      |
| Votos Inválidos         | Votos Inválidos                      | 202    | 3,76 / 100,00   | 0,63 |
| Total                   | Total                                | 5 378  | 100,00 / 100,00 |      |
| Eleitorado/Participação | Eleitorado/Participação              | 10 391 | 51,76 / 100,00  | 2,85 |

| Freguesia                     | %     | %     | %    | %     | %    | %    | Votantes |
| Freguesia                     | PS    | PSD   | BE   | CDS   | PAN  | CDU  | Votantes |
| ----------------------------- | ----- | ----- | ---- | ----- | ---- | ---- | -------- |
| Anreade e São Romão de Aregos | 54,75 | 27,00 | 5,06 | 4,07  | 0,99 | 0,74 | 811      |
| Barrô                         | 37,32 | 34,86 | 7,04 | 4,58  | 0,70 | 2,82 | 284      |
| Cárquere                      | 42,18 | 40,20 | 4,71 | 4,22  | 0,99 | 1,99 | 403      |
| Felgueiras e Feirão           | 38,10 | 38,96 | 4,76 | 4,76  | 0    | 1,30 | 231      |
| Freigil e Miomães             | 61,41 | 23,79 | 4,61 | 3,64  | 0,49 | 0,49 | 412      |
| Ovadas e Panchorra            | 47,20 | 28,97 | 4,21 | 10,28 | 0    | 0    | 214      |
| Paus                          | 53,20 | 32,00 | 4,40 | 2,80  | 1,60 | 0    | 250      |
| Resende                       | 44,92 | 31,20 | 6,99 | 5,31  | 2,56 | 1,61 | 1 487    |
| São Cipriano                  | 33,83 | 45,68 | 4,69 | 6,17  | 1,23 | 1,23 | 405      |
| São João de Fontoura          | 42,41 | 39,66 | 3,10 | 5,86  | 1,72 | 1,03 | 290      |
| São Martinho de Mouros        | 42,98 | 37,06 | 5,08 | 6,26  | 0,34 | 0,68 | 591      |
| Resende                       | 46,06 | 33,34 | 5,43 | 5,13  | 1,30 | 1,17 | 5 378    |

### Santa Comba Dão
| Partido                 | Partido                              | Votos  | %               | +/-  |
| ----------------------- | ------------------------------------ | ------ | --------------- | ---- |
|                         | Partido Socialista                   | 1 946  | 36,79 / 100,00  | 6,59 |
|                         | Partido Social Democrata             | 1 874  | 35,43 / 100,00  | -    |
|                         | Bloco de Esquerda                    | 420    | 7,94 / 100,00   | 1,75 |
|                         | CDS – Partido Popular                | 254    | 4,80 / 100,00   | -    |
|                         | Pessoas–Animais–Natureza             | 108    | 2,04 / 100,00   | 1,38 |
|                         | CDU - Coligação Democrática Unitária | 87     | 1,64 / 100,00   | 0,68 |
|                         | Outros (com menos de 1,00%)          | 263    | 4,96 / 100,00   |      |
| Votos Inválidos         | Votos Inválidos                      | 338    | 6,39 / 100,00   | 1,48 |
| Total                   | Total                                | 5 290  | 100,00 / 100,00 |      |
| Eleitorado/Participação | Eleitorado/Participação              | 10 530 | 50,24 / 100,00  | 2,16 |

| Freguesia                           | %     | %     | %    | %    | %    | %    | Votantes |
| Freguesia                           | PS    | PSD   | BE   | CDS  | PAN  | CDU  | Votantes |
| ----------------------------------- | ----- | ----- | ---- | ---- | ---- | ---- | -------- |
| Ovoa e Vimieiro                     | 37,95 | 36,74 | 7,67 | 5,25 | 2,15 | 1,08 | 743      |
| Pinheiro de Ázere                   | 46,17 | 29,36 | 8,30 | 2,98 | 1,28 | 1,91 | 470      |
| Santa Comba Dão e Couto do Mosteiro | 34,47 | 34,86 | 8,37 | 5,01 | 2,34 | 1,36 | 2 054    |
| São Joaninho                        | 35,82 | 39,66 | 6,51 | 4,79 | 2,11 | 1,34 | 522      |
| São João de Areias                  | 37,03 | 36,44 | 8,37 | 4,13 | 1,77 | 2,83 | 848      |
| Treixedo e Nagozela                 | 36,45 | 35,38 | 7,20 | 5,82 | 1,84 | 1,68 | 653      |
| Santa Comba Dão                     | 36,79 | 35,43 | 7,94 | 4,80 | 2,04 | 1,64 | 5 290    |

### São João da Pesqueira
| Partido                 | Partido                              | Votos | %               | +/-  |
| ----------------------- | ------------------------------------ | ----- | --------------- | ---- |
|                         | Partido Social Democrata             | 1 401 | 42,77 / 100,00  | -    |
|                         | Partido Socialista                   | 1 086 | 33,15 / 100,00  | 4,99 |
|                         | Bloco de Esquerda                    | 221   | 6,75 / 100,00   | 1,63 |
|                         | CDS – Partido Popular                | 188   | 5,74 / 100,00   | -    |
|                         | Pessoas–Animais–Natureza             | 53    | 1,62 / 100,00   | 0,81 |
|                         | CDU - Coligação Democrática Unitária | 52    | 1,59 / 100,00   | 2,02 |
|                         | Reagir Incluir Reciclar              | 47    | 1,43 / 100,00   | Novo |
|                         | Outros (com menos de 1,00%)          | 108   | 3,31 / 100,00   |      |
| Votos Inválidos         | Votos Inválidos                      | 120   | 3,67 / 100,00   | 0,75 |
| Total                   | Total                                | 3 276 | 100,00 / 100,00 |      |
| Eleitorado/Participação | Eleitorado/Participação              | 6 797 | 48,20 / 100,00  | 0,15 |

| Freguesia                                 | %     | %     | %     | %     | %    | %    | %    | Votantes |
| Freguesia                                 | PSD   | PS    | BE    | CDS   | PAN  | CDU  | RIR  | Votantes |
| ----------------------------------------- | ----- | ----- | ----- | ----- | ---- | ---- | ---- | -------- |
| Castanheiro do Sul                        | 46,86 | 34,78 | 3,38  | 2,42  | 0,48 | 3,38 | 0    | 207      |
| Ervedosa do Douro                         | 32,24 | 42,82 | 7,06  | 4,94  | 2,59 | 0,71 | 3,76 | 425      |
| Nagozelo do Douro                         | 36,84 | 35,26 | 6,32  | 6,32  | 0,53 | 1,05 | 4,21 | 190      |
| Paredes da Beira                          | 54,41 | 26,44 | 7,28  | 4,98  | 1,15 | 1,15 | 0,38 | 261      |
| Riodades                                  | 42,33 | 40,93 | 3,26  | 6,05  | 0,47 | 0,47 | 0    | 215      |
| São João da Pesqueira e Várzea de Trevões | 43,46 | 29,96 | 8,69  | 5,52  | 2,25 | 2,86 | 1,02 | 978      |
| Soutelo do Douro                          | 48,32 | 31,09 | 4,62  | 7,14  | 0    | 0,42 | 3,36 | 238      |
| Trevões e Espinhosa                       | 39,59 | 36,18 | 4,10  | 7,51  | 1,37 | 0,34 | 0,34 | 293      |
| Vale de Figueira                          | 36,05 | 37,41 | 8,84  | 5,44  | 0,68 | 2,04 | 0,68 | 147      |
| Valongo dos Azeites                       | 32,74 | 31,86 | 11,50 | 11,50 | 2,65 | 2,65 | 0    | 113      |
| Vilarouco e Pereiros                      | 56,46 | 21,05 | 5,74  | 4,78  | 2,87 | 0    | 0,96 | 209      |
| São João da Pesqueira                     | 42,77 | 33,15 | 6,75  | 5,74  | 1,62 | 1,59 | 1,43 | 3 276    |

### São Pedro do Sul
| Partido                 | Partido                              | Votos  | %               | +/-  |
| ----------------------- | ------------------------------------ | ------ | --------------- | ---- |
|                         | Partido Socialista                   | 3 384  | 40,66 / 100,00  | 6,76 |
|                         | Partido Social Democrata             | 2 703  | 32,48 / 100,00  | -    |
|                         | Bloco de Esquerda                    | 614    | 7,38 / 100,00   | 0,59 |
|                         | CDS – Partido Popular                | 386    | 4,64 / 100,00   | -    |
|                         | CDU - Coligação Democrática Unitária | 222    | 2,67 / 100,00   | 1,34 |
|                         | Pessoas–Animais–Natureza             | 162    | 1,95 / 100,00   | 1,44 |
|                         | Outros (com menos de 1,00%)          | 422    | 5,06 / 100,00   |      |
| Votos Inválidos         | Votos Inválidos                      | 430    | 5,16 / 100,00   | 0,55 |
| Total                   | Total                                | 8 323  | 100,00 / 100,00 |      |
| Eleitorado/Participação | Eleitorado/Participação              | 15 327 | 54,30 / 100,00  | 1,66 |

| Freguesia                                     | %     | %     | %    | %    | %    | %    | Votantes |
| Freguesia                                     | PS    | PSD   | BE   | CDS  | CDU  | PAN  | Votantes |
| --------------------------------------------- | ----- | ----- | ---- | ---- | ---- | ---- | -------- |
| Bordonhos                                     | 38,36 | 37,67 | 5,48 | 3,42 | 1,03 | 3,08 | 292      |
| Carvalhais e Candal                           | 40,95 | 31,14 | 9,68 | 4,35 | 1,26 | 1,68 | 713      |
| Figueiredo de Alva                            | 29,46 | 38,62 | 6,70 | 7,81 | 1,79 | 1,79 | 448      |
| Manhouce                                      | 51,05 | 27,27 | 3,85 | 4,20 | 3,85 | 0    | 286      |
| Pindelo dos Milagres                          | 43,49 | 39,35 | 4,73 | 3,55 | 1,18 | 0,89 | 338      |
| Pinho                                         | 34,47 | 37,38 | 7,28 | 7,77 | 2,43 | 2,67 | 412      |
| Santa Cruz da Trapa e São Cristóvão de Lafões | 41,02 | 30,69 | 7,07 | 3,68 | 1,70 | 3,11 | 707      |
| São Félix                                     | 46,98 | 27,91 | 7,44 | 3,72 | 0,93 | 1,86 | 215      |
| São Martinho das Moitas e Covas do Rio        | 52,50 | 30,63 | 5,00 | 2,50 | 1,25 | 1,88 | 160      |
| São Pedro do Sul, Várzea e Baiões             | 39,65 | 30,74 | 8,87 | 4,08 | 4,43 | 1,91 | 2 820    |
| Serrazes                                      | 44,03 | 30,04 | 7,00 | 5,97 | 1,65 | 2,26 | 486      |
| Sul                                           | 47,95 | 31,77 | 6,82 | 3,51 | 2,73 | 1,36 | 513      |
| Valadares                                     | 36,71 | 38,99 | 4,56 | 5,57 | 0,76 | 2,53 | 395      |
| Vila Maior                                    | 39,96 | 32,90 | 5,76 | 5,95 | 2,04 | 1,49 | 538      |
| São Pedro do Sul                              | 40,66 | 32,48 | 7,38 | 4,64 | 2,67 | 1,95 | 8 323    |

### Sátão
| Partido                 | Partido                              | Votos  | %               | +/-  |
| ----------------------- | ------------------------------------ | ------ | --------------- | ---- |
|                         | Partido Social Democrata             | 2 420  | 41,28 / 100,00  | -    |
|                         | Partido Socialista                   | 1 698  | 28,96 / 100,00  | 5,59 |
|                         | CDS – Partido Popular                | 495    | 8,44 / 100,00   | -    |
|                         | Bloco de Esquerda                    | 386    | 6,58 / 100,00   | 1,18 |
|                         | CDU - Coligação Democrática Unitária | 113    | 1,93 / 100,00   | 0,35 |
|                         | Pessoas–Animais–Natureza             | 97     | 1,65 / 100,00   | 1,16 |
|                         | CHEGA!                               | 88     | 1,50 / 100,00   | Novo |
|                         | Outros (com menos de 1,00%)          | 279    | 4,75 / 100,00   |      |
| Votos Inválidos         | Votos Inválidos                      | 287    | 4,89 / 100,00   | 0,98 |
| Total                   | Total                                | 5 863  | 100,00 / 100,00 |      |
| Eleitorado/Participação | Eleitorado/Participação              | 13 380 | 43,82 / 100,00  | 1,14 |

| Freguesia                     | %     | %     | %     | %    | %    | %    | %    | Votantes |
| Freguesia                     | PSD   | PS    | CDS   | BE   | CDU  | PAN  | CH   | Votantes |
| ----------------------------- | ----- | ----- | ----- | ---- | ---- | ---- | ---- | -------- |
| Águas Boas e Forles           | 40,00 | 30,30 | 4,24  | 7,88 | 2,42 | 3,03 | 0,61 | 165      |
| Avelal                        | 39,91 | 20,60 | 13,30 | 7,73 | 0,43 | 1,29 | 1,29 | 233      |
| Ferreira de Aves              | 47,31 | 26,06 | 10,58 | 3,97 | 1,32 | 1,13 | 0,94 | 1 059    |
| Mioma                         | 37,41 | 27,63 | 8,08  | 7,33 | 2,44 | 1,50 | 3,38 | 532      |
| Rio de Moinhos                | 31,06 | 43,48 | 6,83  | 6,83 | 1,24 | 1,86 | 0,83 | 483      |
| Romãs, Decermilo e Vila Longa | 38,38 | 35,21 | 8,63  | 4,05 | 1,06 | 1,94 | 0,70 | 568      |
| São Miguel de Vila Boa        | 44,26 | 28,79 | 6,95  | 7,66 | 1,42 | 1,56 | 1,84 | 705      |
| Sátão                         | 40,95 | 27,57 | 6,85  | 8,35 | 3,00 | 1,93 | 1,55 | 1 868    |
| Silvã de Cima                 | 46,40 | 19,60 | 17,20 | 3,60 | 1,20 | 0,80 | 2,40 | 250      |
| Sátão                         | 41,28 | 28,96 | 8,44  | 6,58 | 1,93 | 1,65 | 1,50 | 5 863    |

### Sernancelhe
| Partido                 | Partido                     | Votos | %               | +/-  |
| ----------------------- | --------------------------- | ----- | --------------- | ---- |
|                         | Partido Social Democrata    | 1 767 | 55,94 / 100,00  | -    |
|                         | Partido Socialista          | 774   | 24,50 / 100,00  | 0,84 |
|                         | CDS – Partido Popular       | 216   | 6,84 / 100,00   | -    |
|                         | Bloco de Esquerda           | 96    | 3,04 / 100,00   | 0,45 |
|                         | Pessoas–Animais–Natureza    | 38    | 1,20 / 100,00   | 0,92 |
|                         | Outros (com menos de 1,00%) | 96    | 3,04 / 100,00   |      |
| Votos Inválidos         | Votos Inválidos             | 145   | 4,59 / 100,00   | 1,35 |
| Total                   | Total                       | 3 159 | 100,00 / 100,00 |      |
| Eleitorado/Participação | Eleitorado/Participação     | 5 399 | 58,51 / 100,00  | 6,92 |

| Freguesia                 | %     | %     | %     | %    | %    | Votantes |
| Freguesia                 | PSD   | PS    | CDS   | BE   | PAN  | Votantes |
| ------------------------- | ----- | ----- | ----- | ---- | ---- | -------- |
| Arnas                     | 55,38 | 22,31 | 6,15  | 7,69 | 0,77 | 130      |
| Carregal                  | 71,43 | 14,29 | 6,12  | 0,82 | 1,22 | 245      |
| Chosendo                  | 59,18 | 20,41 | 8,84  | 2,72 | 0,68 | 147      |
| Cunha                     | 66,06 | 14,55 | 6,06  | 2,42 | 0,61 | 165      |
| Faia                      | 44,68 | 31,91 | 5,32  | 6,38 | 3,19 | 94       |
| Ferreirim e Macieira      | 57,59 | 21,20 | 6,59  | 3,15 | 0,29 | 349      |
| Fonte Arcada e Escurquela | 59,15 | 21,70 | 10,21 | 2,55 | 0    | 235      |
| Granjal                   | 53,38 | 35,14 | 1,35  | 4,05 | 0,68 | 148      |
| Lamosa                    | 38,05 | 34,51 | 12,39 | 5,31 | 0    | 113      |
| Penso e Freixinho         | 49,74 | 26,94 | 5,18  | 4,15 | 2,07 | 193      |
| Quintela                  | 50,00 | 21,35 | 14,04 | 1,69 | 3,37 | 178      |
| Sernancelhe e Sarzeda     | 54,88 | 28,56 | 4,56  | 2,76 | 1,38 | 942      |
| Vila da Ponte             | 53,64 | 23,18 | 10,91 | 1,82 | 1,82 | 220      |
| Sernancelhe               | 55,94 | 24,50 | 6,84  | 3,04 | 1,20 | 3 159    |

### Tabuaço
| Partido                 | Partido                              | Votos | %               | +/-  |
| ----------------------- | ------------------------------------ | ----- | --------------- | ---- |
|                         | Partido Social Democrata             | 970   | 38,16 / 100,00  | -    |
|                         | Partido Socialista                   | 901   | 35,44 / 100,00  | 4,29 |
|                         | CDS – Partido Popular                | 202   | 7,95 / 100,00   | -    |
|                         | Bloco de Esquerda                    | 181   | 7,12 / 100,00   | 2,53 |
|                         | Pessoas–Animais–Natureza             | 45    | 1,77 / 100,00   | 0,99 |
|                         | CDU - Coligação Democrática Unitária | 37    | 1,46 / 100,00   | 1,41 |
|                         | Reagir Incluir Reciclar              | 29    | 1,14 / 100,00   | Novo |
|                         | Outros (com menos de 1,00%)          | 94    | 3,70 / 100,00   |      |
| Votos Inválidos         | Votos Inválidos                      | 83    | 3,26 / 100,00   | 0,29 |
| Total                   | Total                                | 2 542 | 100,00 / 100,00 |      |
| Eleitorado/Participação | Eleitorado/Participação              | 5 008 | 50,76 / 100,00  | 0,18 |

| Freguesia                    | %     | %     | %     | %     | %    | %    | %    | Votantes |
| Freguesia                    | PSD   | PS    | CDS   | BE    | PAN  | CDU  | RIR  | Votantes |
| ---------------------------- | ----- | ----- | ----- | ----- | ---- | ---- | ---- | -------- |
| Adorigo                      | 31,09 | 40,34 | 10,08 | 8,40  | 0,84 | 1,68 | 1,68 | 119      |
| Arcos                        | 30,49 | 52,44 | 1,22  | 7,32  | 0    | 0    | 1,22 | 82       |
| Barcos e Santa Leocádia      | 31,45 | 26,42 | 20,13 | 6,29  | 3,77 | 2,52 | 0,94 | 318      |
| Chavães                      | 37,42 | 39,26 | 6,13  | 6,13  | 1,23 | 2,45 | 1,23 | 163      |
| Desejosa                     | 33,87 | 48,39 | 1,61  | 1,61  | 0    | 0    | 3,23 | 62       |
| Granja do Tedo               | 59,80 | 14,71 | 10,78 | 4,90  | 1,96 | 0    | 0,98 | 102      |
| Longa                        | 52,34 | 24,30 | 4,67  | 12,15 | 0    | 0    | 1,87 | 107      |
| Paradela e Granjinha         | 41,54 | 33,85 | 3,08  | 6,15  | 3,08 | 4,62 | 0    | 65       |
| Pinheiros e Vale de Figueira | 50,00 | 19,08 | 19,08 | 5,26  | 1,32 | 0,66 | 0    | 152      |
| Sendim                       | 38,46 | 34,29 | 5,45  | 11,22 | 1,92 | 1,60 | 0,32 | 312      |
| Tabuaço                      | 38,81 | 38,14 | 4,99  | 6,60  | 2,02 | 1,21 | 1,08 | 742      |
| Távora e Pereiro             | 32,29 | 46,35 | 6,25  | 4,17  | 0    | 1,56 | 2,60 | 192      |
| Valença do Douro             | 28,57 | 48,41 | 0,79  | 9,52  | 2,38 | 1,59 | 1,59 | 126      |
| Tabuaço                      | 38,16 | 35,44 | 7,95  | 7,12  | 1,77 | 1,46 | 1,14 | 2 542    |

### Tarouca
| Partido                 | Partido                              | Votos | %               | +/-  |
| ----------------------- | ------------------------------------ | ----- | --------------- | ---- |
|                         | Partido Social Democrata             | 1 359 | 39,43 / 100,00  | -    |
|                         | Partido Socialista                   | 1 150 | 33,36 / 100,00  | 8,59 |
|                         | Bloco de Esquerda                    | 232   | 6,73 / 100,00   | 1,50 |
|                         | CDS – Partido Popular                | 225   | 6,53 / 100,00   | -    |
|                         | CDU - Coligação Democrática Unitária | 103   | 2,99 / 100,00   | 1,59 |
|                         | Pessoas–Animais–Natureza             | 64    | 1,86 / 100,00   | 0,95 |
|                         | CHEGA!                               | 37    | 1,07 / 100,00   | Novo |
|                         | Outros (com menos de 1,00%)          | 139   | 4,03 / 100,00   |      |
| Votos Inválidos         | Votos Inválidos                      | 138   | 4,00 / 100,00   | 0,60 |
| Total                   | Total                                | 3 447 | 100,00 / 100,00 |      |
| Eleitorado/Participação | Eleitorado/Participação              | 7 344 | 46,94 / 100,00  | 0,42 |

| Freguesia                       | %     | %     | %     | %     | %    | %    | %    | Votantes |
| Freguesia                       | PSD   | PS    | BE    | CDS   | CDU  | PAN  | CH   | Votantes |
| ------------------------------- | ----- | ----- | ----- | ----- | ---- | ---- | ---- | -------- |
| Gouviães e Ucanha               | 40,30 | 34,33 | 5,07  | 4,48  | 4,19 | 0,90 | 0,90 | 335      |
| Granja Nova e Vila Chã da Beira | 29,58 | 40,83 | 10,00 | 5,83  | 3,75 | 0,83 | 0,42 | 240      |
| Mondim da Beira                 | 37,88 | 32,08 | 5,80  | 6,83  | 7,51 | 1,02 | 0,34 | 293      |
| Salzedas                        | 31,42 | 40,54 | 5,07  | 11,49 | 1,01 | 2,03 | 0,68 | 296      |
| São João de Tarouca             | 41,20 | 36,80 | 5,20  | 8,00  | 1,60 | 1,20 | 0    | 250      |
| Tarouca e Dálvares              | 39,97 | 31,97 | 7,31  | 6,09  | 2,70 | 2,49 | 1,54 | 1 889    |
| Várzea da Serra                 | 63,19 | 18,75 | 5,56  | 4,86  | 0    | 0    | 0,69 | 144      |
| Tarouca                         | 39,43 | 33,36 | 6,73  | 6,53  | 2,99 | 1,86 | 1,07 | 3 447    |

### Tondela
| Partido                 | Partido                              | Votos  | %               | +/-  |
| ----------------------- | ------------------------------------ | ------ | --------------- | ---- |
|                         | Partido Social Democrata             | 5 175  | 37,17 / 100,00  | -    |
|                         | Partido Socialista                   | 4 546  | 32,65 / 100,00  | 8,80 |
|                         | Bloco de Esquerda                    | 1 213  | 8,71 / 100,00   | 2,23 |
|                         | CDS – Partido Popular                | 839    | 6,03 / 100,00   | -    |
|                         | CDU - Coligação Democrática Unitária | 319    | 2,29 / 100,00   | 1,06 |
|                         | Pessoas–Animais–Natureza             | 284    | 2,04 / 100,00   | 1,35 |
|                         | Outros (com menos de 1,00%)          | 716    | 5,13 / 100,00   |      |
| Votos Inválidos         | Votos Inválidos                      | 832    | 5,98 / 100,00   | 1,18 |
| Total                   | Total                                | 13 924 | 100,00 / 100,00 |      |
| Eleitorado/Participação | Eleitorado/Participação              | 25 547 | 54,50 / 100,00  | 0,31 |

| Freguesia                                | %     | %     | %     | %     | %    | %    | Votantes |
| Freguesia                                | PSD   | PS    | BE    | CDS   | CDU  | PAN  | Votantes |
| ---------------------------------------- | ----- | ----- | ----- | ----- | ---- | ---- | -------- |
| Barreiro de Besteiros e Tourigo          | 51,40 | 19,10 | 5,20  | 10,39 | 0,70 | 2,39 | 712      |
| Campo de Besteiros                       | 28,87 | 37,20 | 12,20 | 6,40  | 2,23 | 2,68 | 672      |
| Canas de Santa Maria                     | 34,01 | 36,36 | 9,73  | 5,03  | 1,60 | 1,82 | 935      |
| Caparrosa e Silvares                     | 41,53 | 40,80 | 3,28  | 5,10  | 1,28 | 0,73 | 549      |
| Castelões                                | 43,08 | 25,22 | 7,93  | 8,07  | 2,02 | 1,59 | 694      |
| Dardavaz                                 | 55,53 | 20,00 | 6,12  | 7,29  | 0,47 | 1,18 | 425      |
| Ferreirós do Dão                         | 50,97 | 28,64 | 3,88  | 2,91  | 1,94 | 0,97 | 206      |
| Guardão                                  | 33,87 | 35,49 | 8,27  | 5,19  | 6,48 | 1,46 | 617      |
| Lajeosa do Dão                           | 36,30 | 33,56 | 8,49  | 9,59  | 0,96 | 1,37 | 730      |
| Lobão da Beira                           | 31,46 | 35,77 | 9,18  | 6,74  | 1,50 | 1,87 | 534      |
| Molelos                                  | 33,84 | 42,61 | 9,49  | 3,31  | 1,79 | 1,25 | 1 117    |
| Mouraz e Vila Nova da Rainha             | 35,80 | 31,96 | 10,23 | 5,82  | 2,70 | 2,41 | 704      |
| Parada de Gonta                          | 46,54 | 28,81 | 6,65  | 4,43  | 2,77 | 2,49 | 361      |
| Santiago de Besteiros                    | 37,61 | 30,77 | 8,89  | 8,38  | 2,22 | 1,20 | 585      |
| São João do Monte e Mosteirinho          | 50,10 | 23,49 | 6,86  | 6,86  | 1,87 | 0,42 | 481      |
| São Miguel do Outeiro e Sabugosa         | 30,45 | 38,33 | 9,70  | 4,55  | 3,64 | 1,52 | 660      |
| Tonda                                    | 28,72 | 34,62 | 9,57  | 6,72  | 3,26 | 1,02 | 491      |
| Tondela e Nandufe                        | 32,88 | 33,22 | 10,41 | 4,25  | 2,59 | 3,57 | 2 661    |
| Vilar de Besteiros e Mosteiro de Fráguas | 39,37 | 27,47 | 7,47  | 8,10  | 2,78 | 2,78 | 790      |
| Tondela                                  | 37,17 | 32,65 | 8,71  | 6,03  | 2,29 | 2,04 | 13 924   |

### Vila Nova de Paiva
| Partido                 | Partido                              | Votos | %               | +/-  |
| ----------------------- | ------------------------------------ | ----- | --------------- | ---- |
|                         | Partido Social Democrata             | 1 042 | 44,21 / 100,00  | -    |
|                         | Partido Socialista                   | 681   | 28,89 / 100,00  | 6,99 |
|                         | CDS – Partido Popular                | 200   | 8,49 / 100,00   | -    |
|                         | Bloco de Esquerda                    | 115   | 4,88 / 100,00   | 0,99 |
|                         | CDU - Coligação Democrática Unitária | 55    | 2,33 / 100,00   | 0,14 |
|                         | Pessoas–Animais–Natureza             | 52    | 2,21 / 100,00   | 1,82 |
|                         | Outros (com menos de 1,00%)          | 114   | 4,84 / 100,00   |      |
| Votos Inválidos         | Votos Inválidos                      | 98    | 4,16 / 100,00   | 0,50 |
| Total                   | Total                                | 2 357 | 100,00 / 100,00 |      |
| Eleitorado/Participação | Eleitorado/Participação              | 6 301 | 37,41 / 100,00  | 0,55 |

| Freguesia                            | %     | %     | %     | %    | %    | %    | Votantes |
| Freguesia                            | PSD   | PS    | CDS   | BE   | CDU  | PAN  | Votantes |
| ------------------------------------ | ----- | ----- | ----- | ---- | ---- | ---- | -------- |
| Pendilhe                             | 25,30 | 37,94 | 10,28 | 5,14 | 3,16 | 3,56 | 253      |
| Queiriga                             | 43,79 | 33,33 | 7,19  | 3,92 | 1,63 | 2,29 | 306      |
| Touro                                | 44,05 | 30,24 | 11,90 | 5,24 | 0,71 | 0,71 | 420      |
| Vila Cova à Coelheira                | 56,63 | 20,41 | 12,24 | 2,04 | 0,51 | 1,02 | 392      |
| Vila Nova de Paiva, Alhais e Fráguas | 44,32 | 27,99 | 5,48  | 6,09 | 3,75 | 2,94 | 986      |
| Vila Nova de Paiva                   | 44,21 | 28,89 | 8,49  | 4,88 | 2,33 | 2,21 | 2 357    |

### Viseu
| Partido                 | Partido                              | Votos  | %               | +/-  |
| ----------------------- | ------------------------------------ | ------ | --------------- | ---- |
|                         | Partido Social Democrata             | 18 587 | 37,44 / 100,00  | -    |
|                         | Partido Socialista                   | 15 487 | 31,20 / 100,00  | 2,81 |
|                         | Bloco de Esquerda                    | 4 824  | 9,72 / 100,00   | 1,23 |
|                         | CDS – Partido Popular                | 2 739  | 5,52 / 100,00   | -    |
|                         | Pessoas–Animais–Natureza             | 1 356  | 2,73 / 100,00   | 1,85 |
|                         | CDU - Coligação Democrática Unitária | 1 194  | 2,41 / 100,00   | 1,17 |
|                         | CHEGA!                               | 587    | 1,18 / 100,00   | Novo |
|                         | Aliança                              | 519    | 1,05 / 100,00   | Novo |
|                         | Outros (com menos de 1,00%)          | 1 949  | 3,93 / 100,00   |      |
| Votos Inválidos         | Votos Inválidos                      | 2 403  | 4,84 / 100,00   | 0,59 |
| Total                   | Total                                | 49 645 | 100,00 / 100,00 |      |
| Eleitorado/Participação | Eleitorado/Participação              | 93 108 | 53,32 / 100,00  | 0,08 |

| Freguesia                          | %     | %     | %     | %    | %    | %    | %    | %    | Votantes |
| Freguesia                          | PSD   | PS    | BE    | CDS  | PAN  | CDU  | CH   | A    | Votantes |
| ---------------------------------- | ----- | ----- | ----- | ---- | ---- | ---- | ---- | ---- | -------- |
| Abraveses                          | 36,31 | 30,33 | 10,47 | 4,84 | 3,20 | 3,18 | 1,34 | 1,04 | 4 029    |
| Barreiros e Cepões                 | 36,18 | 36,05 | 6,84  | 8,16 | 1,97 | 1,05 | 1,58 | 0,53 | 760      |
| Boa Aldeia, Farminhão e Torredeita | 33,15 | 43,22 | 7,75  | 3,33 | 2,17 | 1,32 | 0,77 | 0,31 | 1 291    |
| Bodiosa                            | 49,15 | 22,24 | 7,86  | 6,37 | 1,97 | 1,15 | 1,08 | 0,88 | 1 475    |
| Calde                              | 44,94 | 31,24 | 4,71  | 5,85 | 2,00 | 1,28 | 0,71 | 0,14 | 701      |
| Campo                              | 41,57 | 27,67 | 8,93  | 6,01 | 2,96 | 1,75 | 1,09 | 0,79 | 2 396    |
| Cavernães                          | 41,88 | 29,41 | 7,28  | 7,00 | 3,36 | 0,70 | 1,12 | 1,12 | 714      |
| Cota                               | 41,18 | 35,70 | 3,65  | 7,10 | 2,84 | 1,01 | 0,61 | 0,41 | 493      |
| Coutos de Viseu                    | 36,23 | 35,06 | 8,57  | 4,81 | 1,82 | 1,95 | 0,91 | 0,26 | 770      |
| Fail e Vila Chã de Sá              | 35,52 | 37,19 | 7,99  | 4,33 | 2,25 | 1,75 | 1,41 | 0,67 | 1 202    |
| Fragosela                          | 39,50 | 33,64 | 7,61  | 4,87 | 2,59 | 2,05 | 1,52 | 0,84 | 1 314    |
| Lordosa                            | 42,77 | 30,12 | 6,99  | 8,92 | 1,57 | 1,08 | 0,36 | 0,48 | 830      |
| Mundão                             | 38,66 | 30,51 | 9,01  | 3,48 | 3,64 | 2,06 | 1,34 | 1,11 | 1 265    |
| Orgens                             | 34,46 | 32,27 | 11,26 | 5,89 | 2,66 | 3,39 | 1,30 | 1,04 | 1 918    |
| Povolide                           | 39,21 | 37,11 | 5,39  | 6,18 | 2,76 | 1,45 | 1,05 | 0,39 | 760      |
| Ranhados                           | 33,60 | 30,94 | 11,90 | 4,71 | 3,61 | 2,93 | 1,29 | 1,37 | 2 631    |
| Repeses e São Salvador             | 33,86 | 32,98 | 12,00 | 4,02 | 2,29 | 2,64 | 1,29 | 1,16 | 3 184    |
| Ribafeita                          | 51,13 | 26,77 | 5,26  | 6,02 | 1,95 | 1,20 | 1,35 | 0,15 | 665      |
| Rio de Loba                        | 36,39 | 28,95 | 10,98 | 6,24 | 3,07 | 2,48 | 1,46 | 1,32 | 4 391    |
| Santos Evos                        | 37,03 | 43,97 | 4,72  | 3,33 | 1,25 | 1,53 | 0,14 | 0,42 | 721      |
| São Cipriano e Vil de Souto        | 40,45 | 28,05 | 7,38  | 5,41 | 1,67 | 2,66 | 0,98 | 0,79 | 1 016    |
| São João de Lourosa                | 34,95 | 34,42 | 8,47  | 5,75 | 1,78 | 2,27 | 2,10 | 1,65 | 2 243    |
| São Pedro de France                | 40,52 | 32,72 | 5,20  | 7,19 | 0,92 | 1,22 | 1,07 | 0,92 | 654      |
| Silgueiros                         | 39,51 | 32,62 | 6,89  | 8,56 | 1,54 | 1,27 | 1,40 | 1,07 | 1 496    |
| Viseu                              | 36,44 | 29,48 | 11,61 | 5,46 | 3,26 | 3,10 | 0,96 | 1,27 | 12 726   |
| Viseu                              | 37,44 | 31,20 | 9,72  | 5,52 | 2,73 | 2,41 | 1,18 | 1,05 | 49 645   |

### Vouzela
| Partido                 | Partido                              | Votos | %               | +/-  |
| ----------------------- | ------------------------------------ | ----- | --------------- | ---- |
|                         | Partido Social Democrata             | 2 057 | 39,69 / 100,00  | -    |
|                         | Partido Socialista                   | 1 847 | 35,64 / 100,00  | 4,50 |
|                         | Bloco de Esquerda                    | 332   | 6,41 / 100,00   | 0,26 |
|                         | CDS – Partido Popular                | 260   | 5,02 / 100,00   | -    |
|                         | CDU - Coligação Democrática Unitária | 85    | 1,64 / 100,00   | 1,25 |
|                         | Pessoas–Animais–Natureza             | 80    | 1,54 / 100,00   | 1,24 |
|                         | Outros (com menos de 1,00%)          | 235   | 4,53 / 100,00   |      |
| Votos Inválidos         | Votos Inválidos                      | 287   | 5,53 / 100,00   | 1,65 |
| Total                   | Total                                | 5 183 | 100,00 / 100,00 |      |
| Eleitorado/Participação | Eleitorado/Participação              | 9 105 | 56,92 / 100,00  | 0,29 |

| Freguesia                        | %     | %     | %    | %     | %    | %    | Votantes |
| Freguesia                        | PSD   | PS    | BE   | CDS   | CDU  | PAN  | Votantes |
| -------------------------------- | ----- | ----- | ---- | ----- | ---- | ---- | -------- |
| Alcofra                          | 50,21 | 33,19 | 4,41 | 2,52  | 0,63 | 0,42 | 476      |
| Cambra e Carvalhal de Vermilhas  | 49,40 | 24,17 | 6,01 | 5,11  | 1,95 | 2,40 | 666      |
| Campia                           | 50,87 | 20,83 | 2,94 | 10,95 | 1,34 | 0,93 | 749      |
| Fataunços e Figueiredo das Donas | 37,16 | 37,34 | 6,92 | 5,65  | 1,28 | 2,37 | 549      |
| Fornelo do Monte                 | 27,01 | 56,93 | 5,84 | 1,46  | 1,46 | 0    | 137      |
| Queirã                           | 36,39 | 38,89 | 7,36 | 4,72  | 1,39 | 1,67 | 720      |
| São Miguel do Mato               | 36,46 | 38,33 | 6,04 | 5,63  | 1,88 | 1,88 | 480      |
| Ventosa                          | 28,69 | 51,74 | 6,70 | 3,22  | 1,07 | 0,80 | 373      |
| Vouzela e Paços de Vilharigues   | 31,27 | 41,82 | 9,29 | 2,52  | 2,61 | 1,74 | 1 033    |
| Vouzela                          | 39,69 | 35,64 | 6,41 | 5,02  | 1,64 | 1,54 | 5 183    |